# Esther Weber
Esther Weber (* 23. Dezember 1967 in Waldkirch) ist eine deutsche Rollstuhl-Fechterin. Bei den Paralympics 1992 in Barcelona gewann sie die Goldmedaille im Degen-Einzel  sowie Bronze im Florett-Einzel. Nach ihrem Goldmedaillengewinn wurde Weber Mitglied beim Fecht-Club Tauberbischofsheim und baute am Olympiastützpunkt Tauberbischofsheim das Rollstuhlfechten als integrative Abteilung auf.

## Leben
Die durch einen Autounfall mit 15 Jahren querschnittgelähmte Sportlerin gewann in der Zeit von 1992 bis 2004 insgesamt zehn paralympische Medaillen. Außerdem errang sie den Weltmeistertitel im Rollstuhl-Fechten.
Esther Weber heiratete 1993 den Sportjournalisten Holger Kranz und ist Mutter zweier Kinder. Nach ihr wurde eine Körperbehindertenschule in Emmendingen benannt. Auf Vorschlag der CDU-Fraktion im baden-württembergischen Landtag gehörte sie im Mai 2009 der 13. Bundesversammlung an.

## Weitere sportliche Erfolge
Weber war in den Jahren 1990, 1992, 1994, 1996–1998, 2002, und 2003 Deutsche Meisterin im Rollstuhl-Degenfechten. Die Deutsche Meisterschaft im Florett gewann sie 1988, 1991, 1992, 1994, 1996, 1997, 2000, 2001 und 2004. Bei der Europameisterschaft in Paris 1997 wurde sie im Degen-Einzel sowie im Team jeweils Europameisterin. Bei den Sommer-Paralympics 1996 in Atlanta gewann sie Teamsilber im Degenfechten, Bronze im Degen Einzel-, Bronze im Florett-Team- und ebenfalls Bronze im Forett-Einzelwettkampf. Bei den Sommer-Paralympics 2000 in Sydney gewann sie die Silbermedaille mit dem Team im Degenfechten sowie im Florett-Einzelwettkampf. Bronze gewann sie einzeln im Degenfechten und im Team mit dem Florett.

## Auszeichnungen

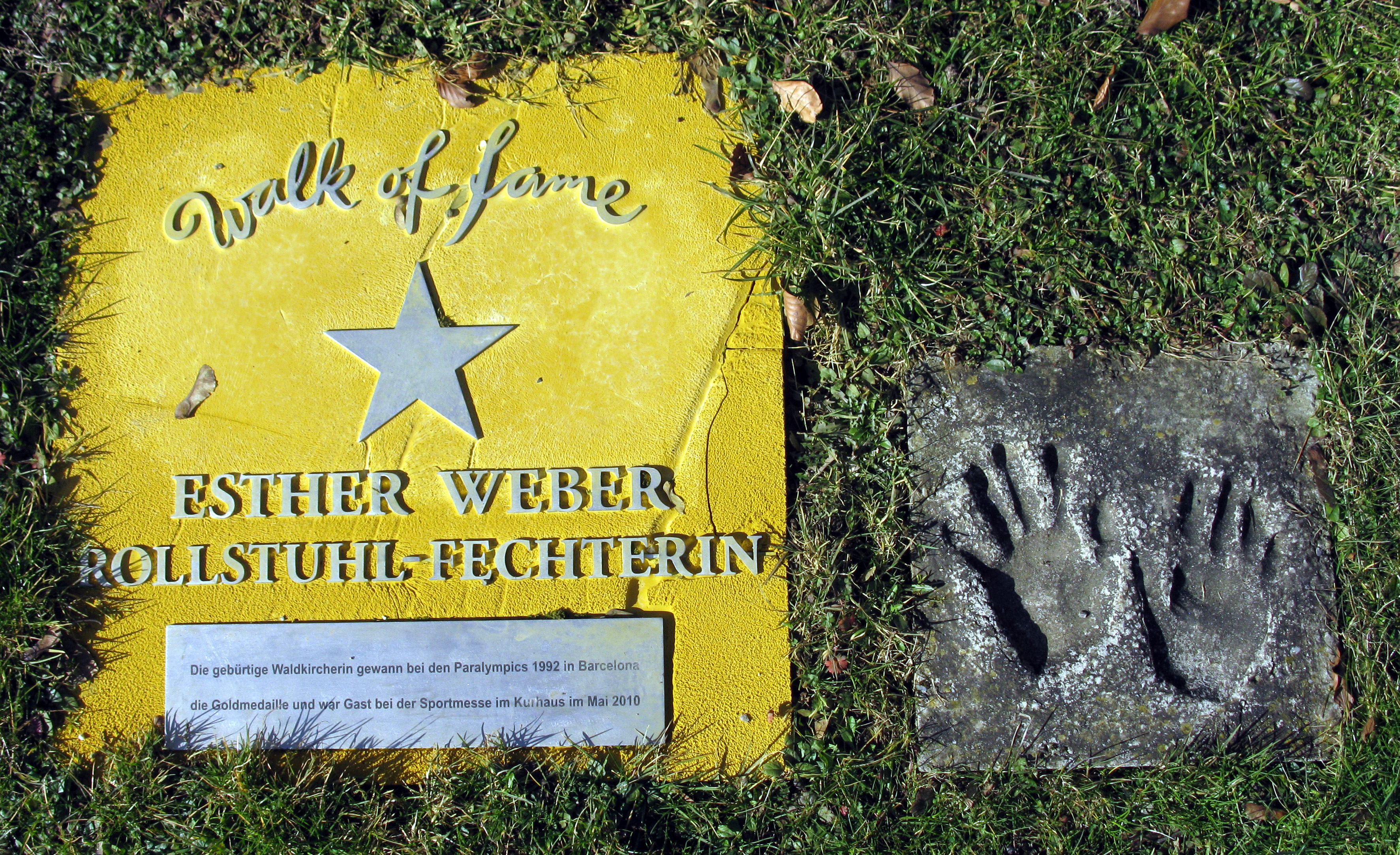
Esther Weber auf dem Walk of fame im Kurpark von Bad Krozingen

- Dreimalige Trägerin des Silbernen Lorbeerblatts
- Fair-Play Trophäe des Verbandes Deutscher Sportjournalisten 1993
- Sportlerin des Jahres der Stadt Freiburg 1992
- Fach-Sport-Preis 1992
- Badens Sportlerin des Jahres 1996, 1997, 1998, 2000 (Wahl der Leser der Badischen Zeitung)
- SPORT 2000 Preis für Behindertensport (Team) 1998
- Georg von Opel-Preis 2000 in der Kategorie „Besondere Kämpfer“
- Preis des Bundesministers des Inneren für Toleranz und Fair Play im Sport für besondere Dienste 2004
- 2012 Paralympics London Fackelträgerin über die Tower Bridge

## Ehrenamtliches Engagement
- Ehemalige Aktivensprecherin des Fachbereichs Rollstuhlfechten im DRS
- Ehemaliges Präsidiumsmitglied der Deutschen Olympischen Gesellschaft (DOG)
- Referentin für das Projekt „Behinderte helfen Nichtbehinderten“
- Referentin und Repräsentantin bei Sportler ruft Sportler (SRS)
- Botschafterin des Landes Baden-Württemberg
- Mitglied des „EJES“-ALLSTAR-Teams 2004 der Europäischen Union (EU)
- Kirchenälteste der evangelischen Kirchgemeinde Kollnau
- Botschafterin „Hoffnung für Kinder im Elztal“
- Schirmherrin „EDENerdig“

## Fechtvereine
- Heimatfechtverein: SV Waldkirch
- Startverein: Fecht-Club Tauberbischofsheim
- Fechttrainer: Aubert Sirjean (SV Waldkirch), Gabriel Nielaba (FC Tauberbischofsheim), Adam Robbak
- Betreuung: Olympiastützpunkt Freiburg-Schwarzwald und Olympiastützpunkt Tauberbischofsheim